# Spitzer űrtávcső
A Spitzer űrtávcső (angolul: Spitzer Space Telescope, korábbi név: Space Infrared Telescope Facility, rövidítve: SIRTF vagy SST) egy infravörös tartományban működő csillagászati műhold, az amerikai Nagy Obszervatóriumok sorozat negyedik, egyben utolsó tagja. Működését 2020. január 30-án fejezte be, amikor is csökkentett módba helyező parancsot küldtek ki neki, így érdemben leállítva a távcső működését. Indítás után kapta a Spitzer nevet Lyman Spitzerről, a 20. század egyik nagy tudósáról, aki először foglalkozott egy űrtávcső gondolatával. Az SST-t 2003. augusztus 25-én indították Cape Canaveralból Delta II rakétával. Jelenleg helioszinkron pályát követ, 0,1 csillagászati egység/év sebességgel távolodik a Földtől. A távcső berilliumból készült főtükrének átmérője 85 cm. A megfigyelési hullámhossztartomány 3-tól 180 mikrométerig terjed.
Az indítási tömeg jelentős részét tette ki az a 360 liter folyékony hélium, amellyel az infravörös érzékelők 5,5 kelvinre (kb. -268 °C) való hűtését oldják meg. Ez 2009 nyarára fogyott el teljesen, ekkortól az érzékelők 30 kelvin hőmérsékletre melegedése miatt a műszerek egy része használhatatlanná vált, emiatt a távcső olyan feladatokat kapott, amelyek így is elvégezhetőek. Elsősorban korábban kevesebb távcsőidőt kapó programok végrehajtására nyílt lehetőség, exobolygók, földsúroló kisbolygók és távoli galaxisok kutatására.

## Műszerek
- IRAC (Infrared Array Camera): infravörös kamera;
- IRS (Infrared Spectrograph): infravörös spektrométer;
- MIPS (Multiband Imaging Photometer for Spitzer): fotométer;

## Megfigyelések
A Spitzer űrteleszkóp infravörös felvételei alapján 2009. október 6-án óriási, az eddig ismertek méretét messze meghaladó, porból és jégszemcsékből álló gyűrűt fedeztek fel a Szaturnusz körül. A gyűrű átmérője körülbelül 300-szorosa, vastagsága pedig mintegy 20-szorosa a bolygó átmérőjének. A porgyűrű belső széle a bolygótól körülbelül 6 millió kilométerre található, míg a külső széle durván 12 millió kilométeres távolságig terjed. A porgyűrű mintegy 27 fokos szögben hajlik a fő gyűrűrendszer síkjához.
2010-ben porcsóvát fedezett fel a Föld mögötti térrészben. Ennek az oka nem az, hogy a Földről porszemcsék szöknének az űrbe, hanem az, hogy a Naprendszerben lévő porszemcséket a Föld mintegy maga után húzza a Nap körüli haladása során. Ennek a jelenségnek a megfigyelése azért lehet fontos, mert ennek tanulmányozásával lehetőség nyílhat exobolygók kimutatására hasonló módszerrel. A porcsóva ugyanis jóval nagyobb kiterjedésű, mint maga a bolygó, mivel nagyjából a bolygó pályájának átmérőjével egyezik meg.